# Faiz Ahmad Faiz
Faiz Ahmad Faiz (Urdu: فَیض احمد فَیض; Kala Qader, 13 febbraio 1911 – Lahore, 11 novembre 1984) è stato un poeta e scrittore pakistano, uno dei più celebri scrittori della lingua urdu, nominato per il Premio Nobel per la letteratura e vincitore del Premio Lenin per la pace.

## Biografia
Faiz Ahmad Faiz nacque il 13 febbraio 1911 a Kala Qader, nel distretto di Sialkot della provincia del Punjab dell'India britannica (l'attuale Faiz Nagar, nel distretto di Narowal del Punjab, in Pakistan) in una famiglia punjabi. La sua famiglia era ben nota nei circoli letterari quanto la sua casa era spesso teatro di raduni di poeti e scrittori locali. Il padre di Faiz, il sultano Muhammad Khan, era un importante avvocato che si era laureato all'Università di Cambridge e che lavorava per il governo britannico. Era anche un autodidatta che scrisse e pubblicò la biografia di Amir Abdur Rahman, un emiro dell'Afghanistan imperiale.
Faiz frequentò il Murray College di Sialkot per gli studi intermedi.  Nel 1926, Faiz si iscrisse al Dipartimento di Lingue e Belle Arti del Government College di Lahore. Mentre era lì, fu fortemente influenzato da Shams-ul-Ulema, dal professor Mir Hassan che insegnava arabo e dal professor Pitras Bukhari. Il professor Hassan aveva anche insegnato al famoso filosofo, poeta e politico dell'Asia meridionale, il dottor Muhammad Iqbal.  Dopo essersi laureato con lode in arabo sotto la supervisione del professor Mir Hassan, nel 1930 Faiz si unì al programma post-laurea del Government College, ottenendo un master in letteratura inglese nel 1932 con una tesi sulla poesia di Robert Browning. Lo stesso anno, Faiz conseguì anche una laurea di primo livello presso l'Oriental College dell'Università del Punjab. Fu durante gli anni del college che incontrò M. N. Roy e Muzaffar Ahmed che lo influenzarono a diventare membro del Partito Comunista. Oltre all'urdu, all'inglese e all'arabo, Faiz parlava correntemente anche francese e persiano.

## Carriera

### Università
Nel 1935 Faiz entrò a far parte della facoltà del Muhammadan Anglo-Oriental College di Aligarh, dove fu docente di letteratura inglese. Più tardi, nel 1937, si trasferì a Lahore per riunirsi con la sua famiglia dopo aver accettato la cattedra all'Hailey College of Commerce, inizialmente insegnando corsi introduttivi di economia e commercio. Nel 1936, Faiz si unì a un movimento letterario, (PWM) e fu nominato suo primo segretario dal collega, marxista, Sajjad Zaheer. Nel Pakistan orientale e occidentale, il movimento ottenne un notevole sostegno nella società civile. Nel 1938 Faiz divenne redattore capo della rivista mensile urdu "Adab-e-Latif" (Belles Letters) fino al 1946. Nel 1941, Faiz pubblicò il suo primo libro letterario "Naqsh-e-Faryadi" (lett. Impronte) e si unì al Pakistan Arts Council (PAC) nel 1947.
Faiz era un buon amico del poeta sovietico Evgenij Evtušenko che una volta disse: "Nell'autobiografia di Faiz... è la sua poesia, il resto è solo una nota a piè di pagina".  Faiz ha pubblicato otto libri e ha ricevuto riconoscimenti per le sue opere. Era un umanista, un poeta lirico, la cui popolarità raggiunse la vicina India e l'Unione Sovietica. Il biografo indiano Amaresh Datta, ha definito la stima che aveva Faiz "uguale sia in Oriente che in Occidente".  Nel corso della sua vita, la sua poesia rivoluzionaria ha affrontato la tirannia delle dittature militari, la tirannia e l'oppressione. Lo stesso Faiz non è mai sceso a compromessi sui suoi principi, nonostante fosse minacciato dai partiti di destra in Pakistan.
Gli scritti di Faiz sono una forma di versi relativamente nuova nella poesia urdu basata su modelli occidentali. Faiz fu influenzato dalle opere di Allama Iqbal e Mirza Ghalib, assimilando l'urdu moderno con il classico,  usando la poesia urdu per la causa e l'espansione del socialismo nel paese  e opponendosi alla politica di estrema destra in Pakistan. Affrontò costantemente persecuzioni politiche per le sue opinioni e ideologie rivoluzionarie e fu particolarmente preso di mira dalla stampa religiosa e conservatrice a causa della sua difesa dei diritti delle donne e dei lavoratori.

### Servizio militare
L'11 maggio 1942, Faiz fu arruolato nell'esercito indiano britannico come sottotenente nel 18º Royal Garhwal Rifles. Inizialmente assegnato come ufficiale di pubbliche relazioni nel ramo dello Stato Maggiore, Faiz ricevette rapide promozioni in successione a capitano ad interim il 18 luglio 1942, tenente di guerra e capitano temporaneo il 1º novembre 1942, maggiore ad interim il 19 novembre 1943 e maggiore temporaneo e capitano di guerra il 19 febbraio 1944. Il 30 dicembre 1944 ebbe l'incarico di assistente direttore delle pubbliche relazioni nello staff dell'esercito nord-occidentale. Per il suo servizio, fu nominato membro dell'Ordine dell'Impero Britannico, Divisione Militare (MBE) nella lista d'onore del nuovo anno del 1945. Faiz prestò servizio con un'unità guidata da Akbar Khan, un ufficiale di sinistra e futuro generale dell'esercito pakistano. Rimase nell'esercito per un breve periodo dopo la guerra, ricevendo la promozione a tenente colonnello nel 1945 e a maggiore di guerra e tenente colonnello temporaneo il 19 febbraio 1946. Nel 1947, Faiz optò per il neonato Stato del Pakistan. Tuttavia, dopo aver assistito alla guerra del Kashmir del 1947 con l'India, Faiz decise di lasciare l'esercito dimettendosi quell'anno.
Dopo l'indipendenza del Pakistan, Faiz divenne il direttore del Pakistan Times e membro di spicco del Partito comunista prima di essere arrestato nel 1951 per una sua presunta partecipazione lla cospirazione per rovesciare l'amministrazione Liaquat e sostituirla con un governo di sinistra.
Faiz è stato rilasciato dopo quattro anni di prigionia e è diventato un membro di spicco del Progressive Writers Movement e infine un aiutante dell'amministrazione Bhutto, prima di essere auto-esiliato da Beirut. Faiz era dichiaratamente marxista, e ha ricevuto il Premio Lenin per la pace consegnatogli dall'Unione Sovietica nel 1962. Il suo lavoro rimane influente nella Pakistan letteratura e nelle arti pakistane. Dopo la sua morte, il governo pakistano gli conferì nel 1990 il Nishan-e-Imtiaz, il più alto riconoscimento civile della nazione.